# Anton Hackenbroich
Anton Hackenbroich (* 28. Dezember 1878 in Düsseldorf; † 1969 ebenda) war ein deutscher Landschafts-, Stillleben-, Figuren- und Porträtmaler der Düsseldorfer Schule und der Kunst im Nationalsozialismus.

## Leben
Hackenbroich studierte von 1899 bis 1907 an der Kunstakademie Düsseldorf Malerei. Dort waren Ernst Roeber, Willy Spatz und Peter Janssen der Ältere seine Lehrer. Anschließend wurde er Meisterschüler von Eduard von Gebhardt. Im Jahr 1906, noch als Student der Düsseldorfer Akademie, gewann er mit dem Entwurf Deutsche Meister den vierten Preis im Wettbewerb um die Ausschmückung des Foyers des Stadttheaters Barmen, der vom Kunstverein für die Rheinlande und Westfalen veranstaltet worden war. Hackenbroich lebte bis zu seinem Tod als Kunstmaler in Düsseldorf und etablierte sich dort als „beliebter Bildnismaler“ gehobener Schichten. Sein Einkommen erlaubte ihm einen Wohnsitz in einer Villenkolonie in Düsseldorf-Grafenberg.
Hackenbroich war Mitglied der Allgemeinen Deutschen Kunstgenossenschaft. Außerdem gehörte er dem Düsseldorfer Künstlerverein Malkasten an. Im Vorstand dieses Vereins war er in den 1920er Jahren tätig. In den 1930er und 1940er Jahren war er Teilnehmer der Großen Deutschen Kunstausstellung im Haus der Deutschen Kunst in München (1937, 1939, 1940, 1944). Das Gemälde Neue Jugend, das einen blonden „arischen“ HJ-Jüngling mit Parteifahne zeigt und das Hackenbroich 1937 für die Kunstausstellung eingereicht hatte, gehörte zu den Bildern, die Adolf Hitler in der Ausstellung erwarb. Es wurde auch ganzseitig im NS-Jugendlesebuch Deutscher Wille abgebildet.